# Oberharmersbach
Oberharmersbach è un comune tedesco di 2 489 abitanti,  situato nel land del Baden-Württemberg.